# Tour d’Hérères
Der Tour d’Hérères (französisch auch Tour d’Hérère, Château d’Héréraz oder Tour d’Héréraz) ist einer der ältesten Türme im Aostatal und steht im Ortsteil Hérères der Gemeinde Perloz im unteren Lystal. Heute ist der Burgturm in die dortige Pfarrkirche integriert, die St.-Josefs-Kirche am tour d’Hérères. Neben dem Komplex stand bis 2013 ein Baumdenkmal.

## Geschichte
Der Tour d’Hérères, der vermutlich in den 1000er-Jahren errichtet worden war, liegt am alten Chemin de la Vallaise, der das Aostatal mit dem Piemont verbindet und lokal den Hauptort Ville von Perloz mit dem Ortsteil Hérères, wobei er die Lys über die La-Morette-Brücke überquert. Laut Pierre-Louis Vescoz stammt der Chemin de la Vallaise aus vor-römischer Zeit, möglicherweise aus der der Salasser. Jahrhundertelang wanderten auf ihm Pilger, die dem Heiligtum Notre-Dame-de-la-Garde einen Besuch abstatteten, und die örtliche Bevölkerung nutzte ihn, um sich den Weg durch den Talgrund zu ersparen.

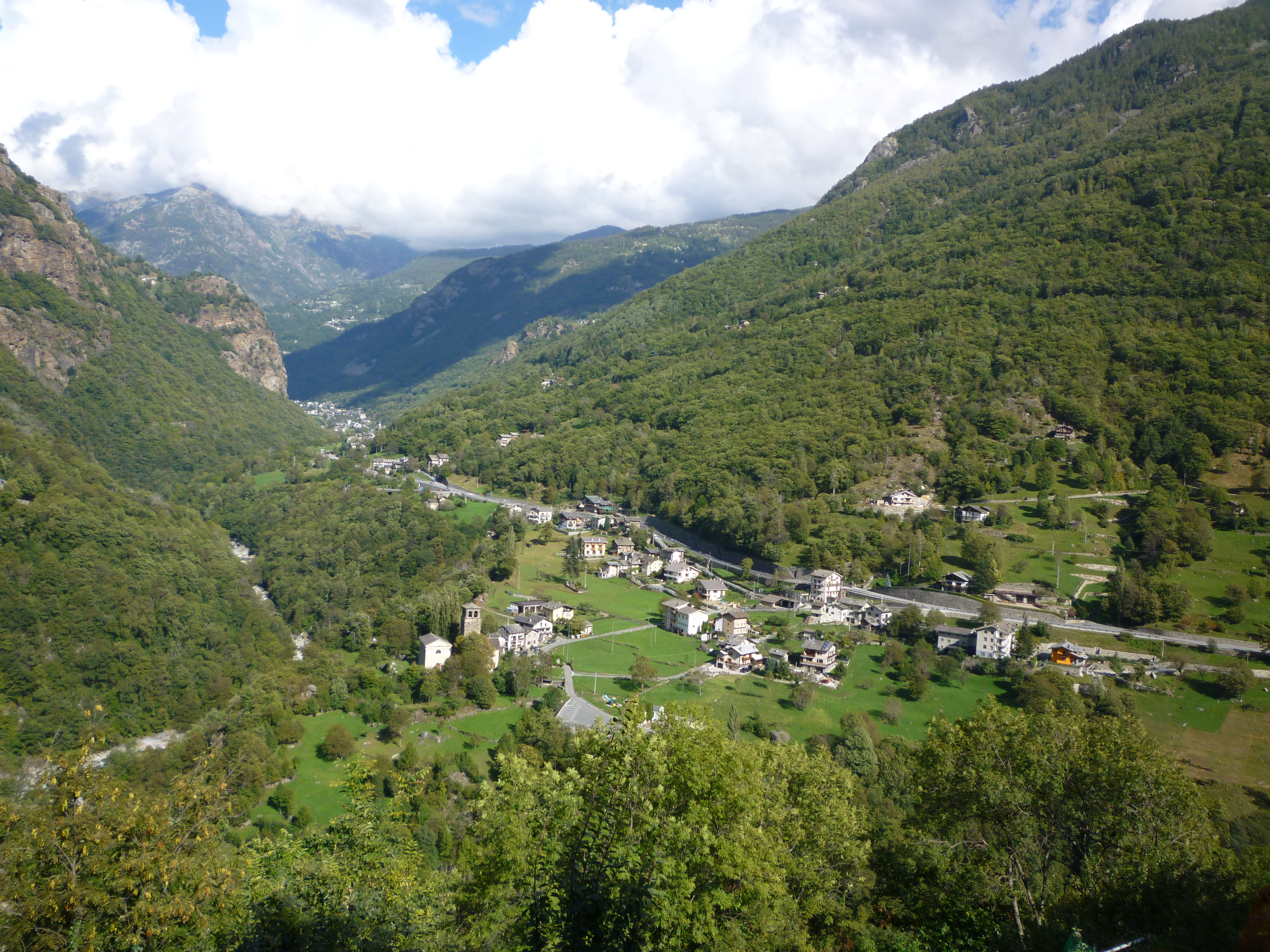
Der Ortsteil Hérères

Der Turm erhielt seinen Namen nach dem Zweig der Familie Vallaise, dem er gehörte, den De Hereris (d’Hérères), Adligen, die im 12. und 13. Jahrhundert prosperierten.
Anders als zwischen den Savoyern und anderen Adelsfamilien im Aostatal war die Beziehung zwischen den Vallaise-d’Hérères und den Grafen von Savoyen nicht in Ordnung: 1321 gab Ruffin d’Hérères die Hälfte des Castello d’Hérères an die Savoyer, ab nur drei Jahre später eigneten die Vallaises es sich mit Waffengewalt wieder an, vielleicht, um ihre Rechte an ihrem Lehen zu bekräftigen. Der Bailly von Aosta schritt ein und schlug die Besatzer in die Flucht.
1390 verlehnte der Rote Graf seinen Teil der Herrschaft von Hérères an Yblet de Challant. Nach dessen Tod fiel das Schloss d'Hérères an dessen Sohn, François de Challant.
1409 erkannte der neue Graf von Savoyen, Amadeus VIII., die Rechte von Jean und Roulet de Vallaise von den Familienzweigen Vallaise de l’Hôtel, bzw. Vallaise de la Côte, am Schloss d’Hérères an und gab sie ihnen zurück, auch wenn sie protestierten, als sie herausfanden, dass es sich um allodische Rechte und nicht um Herrschaftsrechte handelte. Der Tour d’Hérères blieb jahrhundertelang in den Händen der Vallaises, bis Alessandro Guarene di Roero, Sohn von Rosalie de Vallaise, die Burg an die Kirchengemeinde verkaufte, die dort 1878 nach den Plänen des Geometers Pacifique Dallou aus Donnas bauen ließ und so das ursprüngliche Gebäude wesentlich veränderte.
Die St.-Josefs-Kirche am tour d’Hérères steht heute auf den Ruinen der alten Burg und wird noch genutzt.
Der Chemin de la Vallaise wurde 2002 von der Gemeinde Perloz restauriert und auch der Turm wurde mit Informationstafel ausgestattet.
Im Januar 2013 wurde die große Rosskastanie, die der Pfarrer Théophile Glésaz 1925 gepflanzt hatte und die per Regionalgesetz Nr. 50/1990 zum Baumdenkmal erklärt worden war, wegen Umsturzgefahr aufgrund einer Pilzinfektion gefällt.

## Beschreibung
Der Turm entstand als Donjon nach dem Muster der römischen Türme, die man im Aostatal leicht finden kann und für die die gleichartigen Turm Ville in Arnad, der Turm La Plantaz in Gressan und der Tour de l’Archet in Morgex Beispiele sind:

„All diese Türme wurden an Stellen erbaut, die kein morphologisches Element besitzen, das die Verteidigung erleichtern könnte. Im Gegenteil: Die Wahl der flachen Standorte, offen und nicht immer in der Nähe von Straßen, erscheint klar. Alle diese zehn Bauwerke zeichnen sich durch die besondere Standortwahl aus.“

Der Turm hat 2 Meter dicke Mauern und sein Grundriss hat eine Seitenlänge von 6,5 Metern. Er ist aus Sandwichmauern mit einem Kern aus Gussmauerwerk erbaut, das außen mit quadratischem Werkstein verkleidet ist. Der Eingang ist, wie das damals bei Türmen üblich war, in einem der oberen Stockwerke, im Falle des Tour d’Hérères auf einer Höhe von 7 Metern über dem Erdboden. Er hat einen Architrav mit Blindbogen.
Der Turm war ursprünglich Teil eines befestigten Komplexes, den wir als mittelalterliche Burg „einfachen“ Typs bezeichnen: Der Turm, der Bergfried der Burg, war an ein Nebengebäude angebaut und von einer Umfassungsmauer umgeben, die inzwischen verschwunden ist.
Seit seinem Bau wurde der Turm entscheidenden Umbauten und Nutzungsänderungen unterzogen: Die Umfassungsmauer wurde abgerissen, um die Bausteine zu erhalten, die zum Bau der Kirche von Hérères benötigt wurden, und das Gebäude, das an den Turm angebaut war, wurde zu einem Wohngebäude umgestaltet, in dem der Pfarrer leben konnte. Dagegen wurde der Donjon selbst 1878 in einen Glockenturm umgestaltet, wobei sein oberes Ende umgebaut wurde, damit es als Glockenstuhl dienen konnte, durch Bögen und im Vergleich zu den anderen Seiten des Turms reduzierte Seitenwände aufgelockert und mit einem vierseitigen Dach aus Steinplatten bedeckt wurde.